# Francisco Fydriszewski
Francisco David Fydriszewski (Rosario, 13 aprile 1993) è un calciatore argentino, attaccante dell'Independiente Medellín.

## Caratteristiche tecniche
È una prima punta.

## Carriera
Soprannominato il Polaco per le sue origini, dopo gli inizi al Deportivo Riquelme nel 2011 viene acquistato dalle giovanili del Newell's Old Boys.
Nel 2015 viene mandato in prestito al Villa Dálmine e nella stagione successiva contribuisce con 13 gol alla promozione in Primera División dell'Argentinos Juniors. Il 10 aprile 2017 contro il San Luis realizza la sua prima tripletta in carriera.
Nell'agosto 2017 sbarca in Europa per trasferirsi a titolo temporaneo al Lugo, club di seconda divisione spagnola. Per la stagione 2018-19 il Newell's decide di integrarlo in squadra. Termina l'annata con tre reti in quattro presenze.
Il 14 agosto 2019 viene girato in prestito ai cileni dell'Antofagasta.

## Palmarès

### Club

#### Competizioni nazionali
- Campionato ecuadoriano: 1

Aucas: 2022

### Individuale
- Capocannoniere del campionato ecuadoriano: 1

2022 (15 reti)